# Sergio Mayer
Sergio Mayer Bretón (Ciudad de México, 21 de mayo de 1966) es un político, productor y actor mexicano. De 2018 a 2021 se desempeñó como diputado federal por el distrito 6 de la Ciudad de México, correspondiente a zonas de las alcaldías Álvaro Obregón y Magdalena Contreras. Ganó fama con el grupo de música pop Garibaldi el cual se formó alrededor de 1986.

## Trayectoria

### Como actor
Comenzó su carrera artística en 1986 al formar parte de la agrupación musical Garibaldi. En su faceta de actor, ha intervenido en diversas producciones de televisión como La fea más bella (2006-2007), Abismo de pasión (2012), Corazón que miente (2016), Qué bonito amor (2012-2013), La casa de los famosos México (2023), entre otras. En el cine ha participado en diversos filmes como La dictadura perfecta y Búsqueda implacable. También ha sido productor de espectáculos.

### Como activista
Es activista en defensa de los animales, colaborando en iniciativas de ley en contra de la participación de animales en eventos circenses. En 2015 recibió el reconocimiento Elite, de la Global Quality Foundation por su activismo en defensa de los animales.
Ha sido Vocero de los niños, en el Senado de la República, interviniendo en temas como la Ley General de los Derechos de Niñas, Niños y Adolescentes, y la General de Vida Silvestre. Ha colaborado con la Fundación Por un México Bonito, institución que apoya a niñas y niños con cáncer. Es miembro del Consejo de la Fundación ¿Y quién habla bien de mí?, dedicado a erradicar la violencia en contra de las niñas y los niños. Fue vocero de Be Foundation, organización no gubernamental, en favor del derecho a la identidad. 

### Como político
El 1 de julio de 2018 fue elegido diputado de mayoría relativa por el distrito 6 de la Ciudad de México por la coalición Juntos Haremos Historia.
En 2021 aspiró a su reelección como diputado federal, pero perdió.

## Vida personal
Sostuvo un romance con la actriz emergente Barbara Mori y se casó en 1996 (con 12 años de diferencia entre ambos), con quien tuvo un hijo, Sergio, nacido en febrero de 1998, año en que se separaron en buenos términos. Está casado desde 2009 con la actriz Issabella Camil, con quien tiene dos hijas.

## Filmografía

### Telenovelas
- Corazón que miente (2016) - Joseph Morrison "Jo".
- Qué bonito amor (2012-2013) - Bruno Morelli.
- Abismo de pasión (2012) - Paolo Landucci.
- Hasta que el dinero nos separe (2009-2010) - Johnny Alpino, "El Catrín".
- Un gancho al corazón (2008-2009) - Fernando de la Rosa.
- Fuego en la sangre (2008) - Román.
- Juro que te amo (2008) - Armando.
- La fea más bella (2006-2007) - Luigi Lombardi.
- La madrastra (2005) - Carlos Sánchez.
- Como en el cine (2001-2002) - Daniel Lebrija.
- Confidente de secundaria (1996) - Erick.

### Series de televisión
- El príncipe del barrio (2023) - Invitado[13]
- El Pantera - Temporada III (2009) - Jorge Pinedos, el Divino - Episodios "Servicios de Internet", "Arte", "Túneles".
- Vecinos - Temporada I (2005) - Mauricio - Episodio: "El Luchador" y temporada II (2007) - Napoleón - Episodios "La boda de Silvia: Episodios I y II.

### Programas
- La casa de los famosos All-Stars (2025) - Panelista[14]
- La Isla: desafió extremo (2024) - Participante[15]
- Tentados por la fortuna (2024) - Conductor[16]
- ¿Qué dicen los famosos? (2023) - Invitado[17]
- La casa de los famosos México (2023) - 4° Finalista[18]

### Cine
- Que huevos, Sofía (2025)
- Perras de barrio 2 (2017)
- ¿Dónde quedó la bolita? (1993)